# Stare Dębno

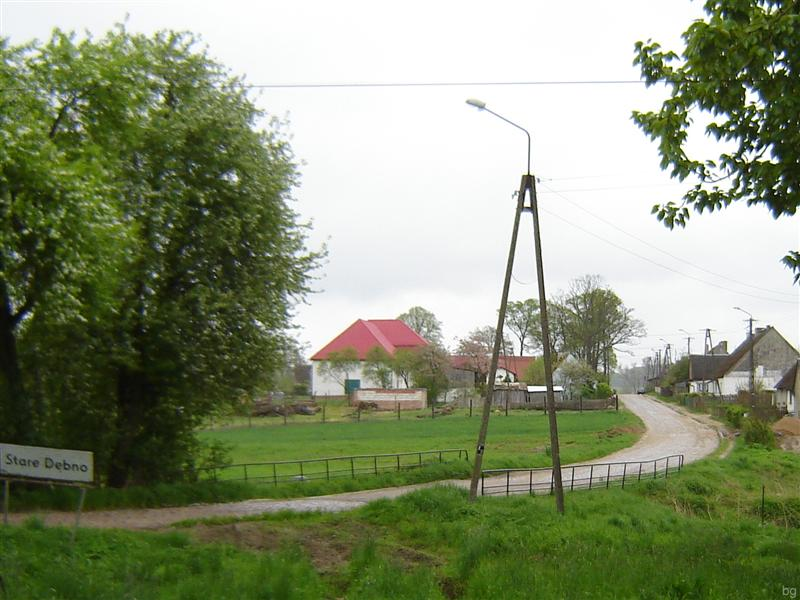
Blick auf das polnische Dorf Stare Dębno (2010)

Stare Dębno (deutscher Name Damen) ist ein Dorf mit 220 Einwohnern (Stand 2006) in der polnischen Woiwodschaft Westpommern, das zur Gemeinde Tychowo (Groß Tychow) im Kreis Białogard (Belgard) gehört.

## Geografische Lage
Stare Dębno liegt neun Kilometer südwestlich von Tychowo und 22 Kilometer südöstlich der Kreisstadt Białogard an der Woiwodschaftsstraße Nr. 167 Koszalin (Köslin)–Tychowo–Ogartowo (Jagertow)–Połczyn-Zdrój (Bad Polzin). Nächste Bahnstation ist Tychowo an der Strecke Kołobrzeg (Kolberg)–Białogard–Szczecinek (Neustettin)–Piła (Schneidemühl)–Poznań (Posen). Die Gemeinde liegt im Mündungswinkel zwischen Dębnica (Damitz) und Parsęta (Persante), und der Hauptteil des Ortes mit Kirche und Schule auf einem von Wiesen umgebenen Hügel ist weithin sichtbar.

## Name
Der Ortsname dürfte sich vom wendischen dab (zu lesen: domb) ableiten, was Eiche heißt und somit den Ort als ein altes Eichendorf ausweisen könnte.

## Ortsgeschichte
Am nordöstlichen Ortsrand erhebt sich auf einem sonst flachen Wiesengelände ein künstlich aufgeschütteter 20 Meter hoher Berg, der Wallenberg, dessen breit und tief umlaufender Graben auf einen früheren Festungszweck der Anlage hindeutet.
Bereits im Mittelalter war Damen im Besitz derer von Kleist. Im Jahre 1858 war Rudolf von Kleist Besitzer der Güter Rauden (heute polnisch: Rudno) und Sand, und zwei Jahre später erbte er auch Damen.
Im Jahre 1939 war Friedrich Wolf von Kleist-Retzow Eigentümer des Rittergutes. Auf dem 780 Hektar großen Betrieb wurden 40 Pferde, 164 Rinder, 382 Schafe und 473 Schweine gehalten. Zu der Zeit lebten auf der 1515 Hektar umfassenden Gemeindefläche von Damen 522 Einwohner in 104 Haushaltungen. 353 Personen waren in der Land- und Forstwirtschaft, 24 in Industrie und Handwerk und zwei in Handel und Verkehr tätig.
Bis 1945 gehörte Damen zum Landkreis Belgard (Persante). Zuletzt waren Artur Ziburski (1929–1940) und Konrad Schellenberg (1940–1945) Bürgermeister der Gemeinde Damen, zu der auch das Gut Neudamen (Nowe Dębno) gehörte. Sie war in den Amtsbezirk Zadtkow (Sadkowo) eingegliedert, den Friedrich Wilhelm Fink als letzter Amtsvorsteher leitete. Das Standesamt – zuletzt mit Walter Thurow und Reinhard Treptow besetzt – befand sich in Muttrin (Motarzyn). Amtsgerichtsbezirk war Bad Polzin (Połczyn-Zdrój), und der zuständige Oberlandjäger hatte seinen Amtssitz „vor Ort“ in Damen.
Infolge des Krieges wurde Damen polnisch. Die ansässige Bevölkerung wurde vertrieben. Unter dem Namen Stare Dębno ist das Dorf heute ein Ortsteil der Gmina Tychowo im Powiat Białogardzki.

## Kirche

### Kirchengemeinde
Damen war bis 1945 eine selbständige Kirchengemeinde und eine Tochtergemeinde im Kirchspiel Muttrin (Motarzyn). Sie lag im Kirchenkreis Belgard der Kirchenprovinz Pommern der evangelischen Kirche der Altpreußischen Union. 1940 zählte die Kirchengemeinde Damen 600 Gemeindemitglieder. Das Kirchenpatronat für Damen hatten die Rittergutsbesitzer von Kleist-Retzow (Damen), von Knobelsdorf und von Wolden (Rauden) und Nimmermann (Neudamen) inne. Letzter deutscher Geistlicher war Pfarrer Herbert Venske.
Heute gehört Stare Dębno zum Kirchspiel Koszalin (Köslin) in der Diözese Pommern-Großpolen der Evangelisch-Augsburgischen Kirche in Polen.

### Dorfkirche
In vorreformatorischer Zeit gehörte die Damener Kirche zum Vikariat Groß Krössin (polnisch: Krosino). Das ließen noch lange Zeit deutlich sichtbar der Altar erkennen, der in einem dreistöckigen Holzschrank in erhabener Arbeit die Anbetung des Jesuskindes in der Krippe darstellte, und ein in der Kirchhofsmauer befindlicher Stein mit einer besonderen Aushöhlung für das Weihwasser.
Am 21. Oktober 1643 brannte die Kirche ab. Wann genau die neue Fachwerkkirche errichtet wurde, ist nicht bekannt. Das älteste Kirchenbuch begann 1713.
Das Gotteshaus wurde 1933 von Grund auf instand gesetzt. Dabei entdeckte man an dem gotischen Altar zwei gut erhaltene Flügelbilder mit Darstellungen der Messe des Heiligen Gregor (um 1500).

## Schule
In der zweiklassigen Volksschule wurden vor 1945 die Kinder aus Damen, Neuhof (Trzebiec) und Sand unterrichtet. 1928 waren es 32 Jungen und 34 Mädchen. Die Lehrer hießen Karl Buß, Ewald Boneß und Ernst Lange. Damen besaß damals schon einen eigenen Kindergarten.

## Persönlichkeiten: Söhne und Töchter des Ortes
- Peter Christian von Kleist (1727–1777), preußischer Oberst und Träger des Pour le Mérite